# Compsibidion pumilium
Compsibidion pumilium là một loài bọ cánh cứng trong họ Cerambycidae.